# Roloux
Roloux (en wallon Roloû) est une section de la commune belge de Fexhe-le-Haut-Clocher située en Région wallonne dans la province de Liège.
C'était une commune à part entière avant la fusion des communes du 2 juillet 1964.
Territoire de 326 hectares au sud de la N637 Liège - Hannut, le village comptait, au 31 décembre 2014, 548 habitants (+13) (279 m - 269 f). Il est borné au nord par Fexhe, à l'est par Voroux-Goreux et Velroux, au sud par Lexhy et Horion-Hozémont, à l'ouest par Jeneffe et Noville. Le centre du village s'élève à une altitude de 167 mètres, le point le plus haut culmine à 181 mètres.

## Démographie
- Sources:INS, Rem:1831 jusqu'en 1970=recensements, 1976= nombre d'habitants au 31 décembre

## Histoire

### Origines
Il est difficile de préciser les origines de Roloux, mais il est déjà mentionné dans une charte du Xe siècle (cartulaire de l'abbaye de Stavelot).

## Patrimoine et culture

### Patrimoine architectural
- Église romane millénaire, classée par Arrêté Royal du 25 janvier 1935.
- Le village possède encore quelques fermes typiques.
- Le monument commémoratif des deux guerres du XXe siècle est érigé au centre du village depuis 1923. Les faces latérales du socle citent les noms et prénoms des combattants de la première guerre. Après la seconde guerre, la face avant reçoit les inscriptions relatives à la fin tragique d'Albert MOISE, tué d'une balle dans le front, dès le premier jour des combats le 10 mai 1940, à Zichen-Zussen-Bolder.

Une dalle en pierre est également ajoutée, à plat devant le monument, pour recenser tous les combattants de Roloux lors du second conflit. L'ensemble, entouré d'un jardinet est clos de murs en pierres et de grilles en fer forgé.

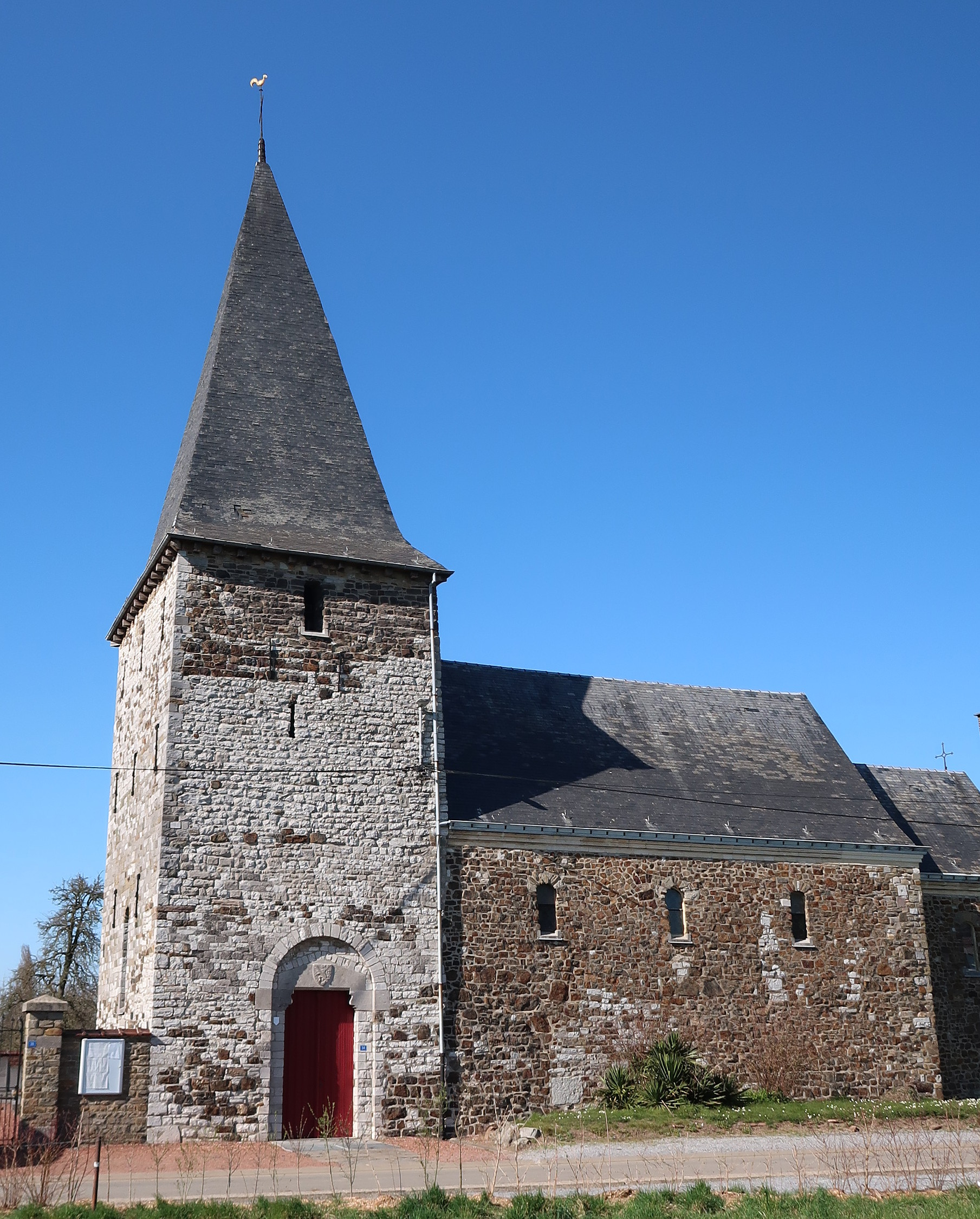
Église romane de Roloux.